# Finsterlohr
Finsterlohr ist ein Stadtteil von Creglingen im Main-Tauber-Kreis im fränkisch geprägten Nordosten Baden-Württembergs.

## Geographie
Finsterlohr liegt am Ende eines tief in den Muschelkalk eingeschnittenen linken Seitentals der Tauber. Zur Gemarkung der ehemaligen Gemeinde Finsterlohr gehören das Dorf Finsterlohr (⊙) und die Weiler Burgstall (⊙) und Schonach (⊙).
Das Naturschutzgebiet Holzberg mit einer Fläche von 25 Hektar liegt auf den Gemarkungen von Finsterlohr und Archshofen.

## Geschichte

### Mittelalter
Der Ort wurde im Jahre 1224 erstmals urkundlich als Vinsterloch erwähnt Der Wortteil loch deutet wohl auf ein Waldstück hin. 1345 folgte eine weitere, möglicherweise verschriebene urkundliche Erwähnung als Vynsternbuch. Vor Ort wurde eine Niederadelsfamilie von Finsterlohr seit 1224 erwähnt, die meist in hohenlohischem Lehensverhältnis stand. Diese Niederadelsfamilie war seit dem Anfang des 14. Jahrhunderts in zahlreichen Orten der Umgebung, meist um Mergentheim, aber auch um Gerabronn, begütert oder belehnt, scheint jedoch frühzeitig ihren Besitz in Finsterlohr wieder verloren zu haben. Im 14. bis 16. Jahrhundert hatten die mit den von Finsterlohr verschwägerten von Leuzenbronn und die Freiherren von Seldeneck als würzburgische, hohenlohische und brandenburg-nürnbergische Lehensleute jeweils Güter und Rechte.
Bei der Finsterlohrer Kirche wird eine ehemalige Burg vermutet. Die Ortsherrschaft ging wohl noch im 15. Jahrhundert an die Reichsstadt Rothenburg ob der Tauber über. Hohenlohe-Weikersheim hatte noch im Jahre 1604 Untertanen vor Ort und der Deutsche Orden verkaufte 1460 Einkünfte von Finsterlohr. Spätestens im 15. Jahrhundert erwarb Rothenburg den Ort mit der ganzen Obrigkeit.

### Neuzeit
Im Jahre 1586 starb die Niederadelsfamilie von Finsterlohr aus. 1803 fiel Finsterlohr zunächst an Bayern, 1810 mit dem Grenzvertrag zwischen Bayern und Württemberg wiederum an Württemberg und gehörte seitdem zum Oberamt Mergentheim und seit 1938 zum Landkreis Mergentheim, der zum 1. Januar 1973 im neu gebildeten Main-Tauber-Kreis aufging.
Am 1. Februar 1972 wurde Finsterlohr in die Stadt Creglingen eingegliedert.

### Einwohnerentwicklung
Die Bevölkerung von Finsterlohr und den umgebenden Wohnplätzen auf dessen Gemarkung entwickelte sich wie folgt:
| Jahr | Gesamt |
| ---- | ------ |
| 1961 | 376    |
| 1970 | 367    |
| 2016 | 282    |

Am 31. Dezember 2016 lebten auf der Gemarkung von Finsterlohr 282 Menschen. Diese verteilten sich auf die folgenden Wohnplätze: Finsterlohr (176 Einwohner) mit Burgstall (23 Einwohner) und Schonach (83 Einwohner).

## Politik
Die Blasonierung des Finsterlohrer Wappens lautet: Von Rot und Silber mit linker Stufe geteilt.

## Religion
Finsterlohr war wohl ursprünglich kirchlich von Burgstall, später von Leuzenbronn abhängig. Ein Pfarrer wurde im Jahre 1352 erwähnt. Die Reichsstadt Rothenburg führte die Reformation ein. Die evangelische Pfarrei Finsterlohr umfasst den Stadtteil Finsterlohr mit den zugehörigen Weilern Burgstall und Schonach sowie die zum Stadtteil Blumweiler gehörenden Orte Wolfsbuch und Weiler der Stadt Creglingen. Das evangelische Pfarramt Finsterlohr betreut auch die evangelischen Kirchengemeinden Lichtel und Schmerbach. Im zugehörigen Burgstall bestand eine Margaretenkirche, die wohl Pfarrkirche war, dann aber abging. Seither gehört der Ort zur evangelischen Pfarrei Finsterlohr.
Die Katholiken gehören kirchlich zu Creglingen.

## Kultur und Sehenswürdigkeiten

### Wehrkirche Finsterlohr
Die evangelische Kirche St. Margaretha in Finsterlohr ist eine romanische Wehrkirche mit Kirchhofmauer und Resten der ehemaligen Burg Finsterlohr aus dem 11. bis 13. Jahrhundert. In der Mauer befindet sich eine ehemalige Etterstocktafel aus dem 19. Jahrhundert.

### Badesee Schonach

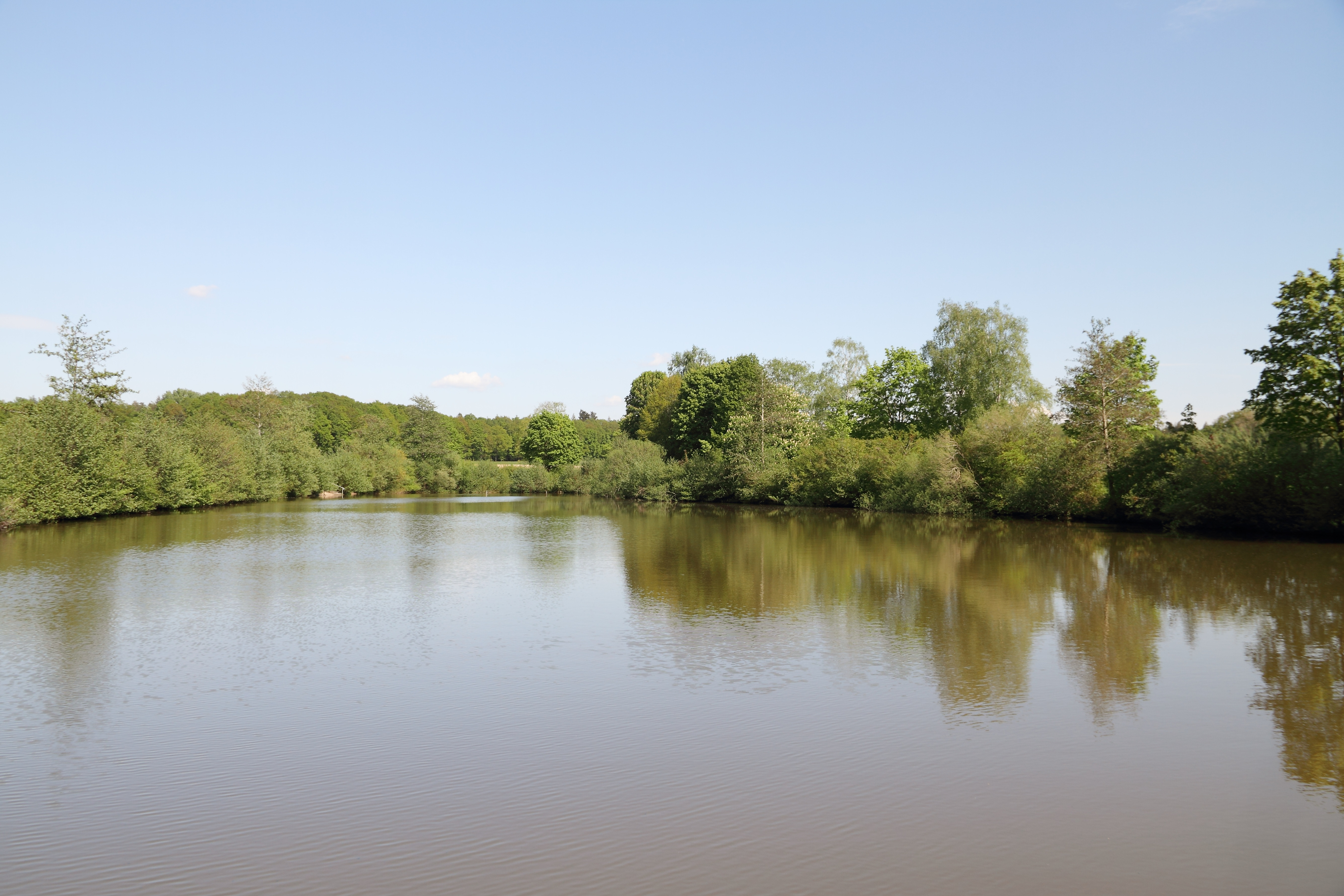
Badesee Schonach (Karrodsee)

Im Teilort Schonach auf der Gemarkung von Finsterlohr befindet sich ein frei zugänglicher Badesee, der auch Karrodsee oder Karoth-See genannt wird. Er wird von einem Bach durch die Heiserklinge mit Wasser gespeist. Vor Ort besteht das flächenhafte Naturdenkmal Weiher Karrod.

### Oppidum Finsterlohr
Das Oppidum Finsterlohr bei Finsterlohr-Burgstall war eine befestigte, stadtartig angelegte keltische Siedlung der La-Tène-Zeit (späte Eisenzeit). Archäologische Untersuchungen haben bisher nur in sehr beschränkten Umfang stattgefunden. Seit 2007 wird die Anlage jedoch wieder untersucht. In der Nähe des Ortes Burgstall ist ein 2,5 Kilometer langer Lehrpfad mit sechs Stationen angelegt.

## Verkehr
Finsterlohr ist aus südöstlicher und aus nordwestlicher Richtung jeweils über die K 2869 zu erreichen, die als Umgehungsstraße am Ort vorbeiführt.